# Cardiocondyla zoserka
Cardiocondyla zoserka é uma espécie de formiga da família Formicidae.
É endémica da Nigéria.